# قائمة أسباب ضيق التنفس
يمكن أن تؤدي العديد من الظروف المختلفة إلى الشعور ب ضيق النفس (ضيق في التنفس) ومن أكثر تلك أسباب تكمن في القلب والأوعية الدموية مثل: نوبة قلبية وقصور القلب، وبعض الأسباب قد تكون في الرئة بعينها مثل: داء الانسداد الرئوي المزمن وربو واسترواح الصدرو الالتهاب الرئوي.

## اسباب خاصة بالرئتين
- * أمراض الرئة الانسدادية
  - ربو
  - التهاب القصبات
  - داء الانسداد الرئوي المزمن
  - تليف كيسي
  - داء الانسداد الرئوي المزمن
  - دودة شصية (دودة الانسيلوستوما)
- أمراض الرئة وغشاء الجنب
  - الأمراض المعدية
    - جمرة خبيثة عن طريق استنشاق العصوية الجمرية
    - ذات الرئة

  - الأمراض الغير معدية
    - التهاب فرط التحسس الرئوي
    - همود الرئة
    - التهاب فرط التحسس الرئوي
    - مرض رئوي خلالي
    - سرطان الرئة
    - انصباب جنبي
    - تغبر الرئة
    - استرواح الصدر
    - وذمة الرئة أو متلازمة الضائقة التنفسية الحادة
    - غرناوية (ساركويد)
- أمراض الأوعية الدموية الرئوية
  - انصمام رئوي
  - فرط ضغط الدم الرئوي
  - متلازمة الوريد الأجوف العلوي

## أسباب أخرى
- انسداد مجرى الهواء
  - سرطان الحنجرة أو سرطان الرأس والعنق
  - متلازمة الأنف الفارغة
  - شفط رئوي
  - التهاب لسان المزمار
  - حنجرة استسقاء (طب)
  - خلل الأحبال الصوتية
- جلطة في الحجاب الحاجز
  - مشكلة في العصب الحجابي
  - مرض الكبد متعدد الكيسات
  - ورم في الحجاب الحاجز
- تقييد حجم الصدر
  - التهاب الفقار القسطي
  - كسر العظم
  - حداب
  - سمنة
  - صدر مقعر
  - انحراف العمود الفقري جانبيا
- اضطرابات في نظام القلب والأوعية الدموية
  - تسلخ الأبهر
  - اعتلال عضلة القلب
  - مرض قلبي خلقي
  - متلازمة كرست
  - قصور القلب
  - مرض القلب التاجي
  - فرط ضغط الدم الخبيث
  - تامور
    - اندحاس قلبي
    - التهاب التأمور المضيق
    - انصباب تاموري

  - وذمة الرئة
  - انصمام رئوي
  - فرط ضغط الدم الرئوي
  - داء قلبي صمامي
- اضطرابات في الدم والتمثيل الغذائي
  - فقر الدم (أنيميا)
  - قصور الدرقية
  - قصور الكظر
  - حماض أيضي
  - إنتان
  - ابيضاض الدم
  - نقص هيكوكاربوكسيليز سينثيتاز[3]
- اضطرابات تؤثر على الأعصاب والعضلات
  - تصلب جانبي ضموري
  - متلازمة غيلان باريه
  - تصلب متعدد
  - وهن عضلي وبيل
  - متلازمة باراسوناج تيرنر
  - متلازمة لامبرت-إيتون
  - متلازمة التعب المزمن
- حالات نفسية
  - اضطراب القلقونوبة هلع
- أدوية
  - فينتانيل
- أخرى
  - تسمم بأحادي أكسيد الكربون
  - حمل[4]